# 圣热里 (洛特省)
圣热里（法語：Saint-Géry）是法国洛特省的一个旧市镇，属于卡奥尔区。该市镇总面积13.58平方公里，2009年时的人口为465人。
圣热里已于2017年1月1日起和相邻的韦尔合并成为圣热里-韦尔（法語：Saint-Géry-Vers），圣热里为政府驻地。

## 人口
圣热里人口变化图示